# Saul Dibb
John Saul Dibb (Londra, 18 agosto 1968) è un regista e sceneggiatore britannico.

## Biografia
Figlio di Elizabeth Dibb e del documentarista Mike Dibb, si è laureato all'Università dell'Anglia Orientale. È sposato con Kira Phillips e ha tre figli, Rex, Hal e Moe.
Con il suo lungometraggio d'esordio, Bullet Boy, ha ottenuto una candidatura al Douglas Hickox Award ai British Independent Film Awards.
Nel 2006 dirige la miniserie televisiva The Line of Beauty, basata sul romanzo di Alan Hollinghurst La linea della bellezza.
Nel 2008 dirige Keira Knightley ne La duchessa, film biografico sulla vita di Georgiana Spencer duchessa del Devonshire.
Nel 2014 dirige Suite francese, adattamento cinematografico dell'omonimo romanzo di Irène Némirovsky.

## Filmografia
- Bullet Boy (2004)
- The Line of Beauty – miniserie TV, 3 episodi (2006)
- La duchessa (The Duchess) (2008)
- Suite francese (Suite française) (2014)
- 1918 - I giorni del coraggio (Journey's End) (2017)